# En busca de un sueño (serie)
En busca de un sueño es una telenovela Venezolana producida por Simón Fajardo para Dayatv bajo licencia de VENTU C.A. La telenovela es protagonizada por Sasha como Andrea y Tomás Baptista como Francisco, teniendo como antagonista a Eliana Vásquez, como Paula, y los protagonistas adultos Wilfredo Solorzano y Ninfa Contreras. Quien completa el triángulo es la mamá de Andrea Y Diana, Luz, la actriz Wilmary González.

## 1.ª Temporada
Andrea, después de graduarse, decide regresar a su ciudad natal donde se encuentran sus padres y sus dos hermanas (Diana y Paula). Al llegar se encuentra con que su hermana (Paula) está de novia con su amor del pasado (Francisco) y también está empatada al mismo tiempo con su hermano (Rodrigo), también se entera de la desilusión que llevó su hermana Diana el tiempo que ella no estuvo, pero Diana se encuentra con Federico (hermano de Francisco y Rodrigo) y se enamora profundamente de él, pero tiene miedo de caer en lo mismo que cayó una vez (el desengaño).

## Horario y emisión
A partir del día Lunes 19 de octubre de 2009, se confirmaron los siguientes horarios:
| País                 | Canal de emisión | Horario de transmisión                                             |
| -------------------- | ---------------- | ------------------------------------------------------------------ |
| Venezuela            | DayaTV           | Caracas 8:00 p. m.                                                 |
| Colombia             | DayaTV           | Bogotá 7:30 p. m.                                                  |
| México               | DayaTV           | México, D. F. 6:30 p. m., Chihuahua 5:30 p. m., Tijuana 4:30 p. m. |
| Argentina            | DayaTV           | Buenos Aires 17:00                                                 |
| Chile                | DayaTV           | Santiago 9:30 p. m. (Telefónica y DirecTV) 6:00 p. m. (VTR)        |
| Panamá               | DayaTV           | Panamá 7:30 p. m.                                                  |
| Costa Rica           | DayaTV           | San José 6:30 p. m.                                                |
| Perú                 | DayaTV           | Lima 7:30 p. m.                                                    |
| Bolivia              | DayaTV           | La Paz 7:30 p. m.                                                  |
| Ecuador              | DayaTV           | Quito 7:30 p. m.                                                   |
| Uruguay              | DayaTV           | Montevideo 6:00 p. m.                                              |
| República Dominicana | DayaTV           | Santo Domingo 8:30 p. m.                                           |
| Nicaragua            | DayaTV           | Managua 6:30 p. m.                                                 |
| Paraguay             | DayaTV           | Asunción 5:00 p. m.                                                |
| Guatemala            | DayaTV           | Ciudad de Guatemala 6:30 p. m.                                     |
| El Salvador          | DayaTV           | San Salvador 6:30 p. m.                                            |
| Honduras             | DayaTV           | Tegucigalpa 6:30 p. m.                                             |

## Final de la primera temporada
Luego de que Andrea ganara el concurso tiene que escoger entre dos cosas muy valiosas para ella que son la música y su amor Francisco. Ella, al ver a Francisco besándose con Paula decide irse junto con su hermana Diana a España a promocionar su CD. Rodrigo decide irse a México para evitar más problemas. Por otro lado, Diana se entera de la apuesta que hizo Federico con Roco para ver quién la enamoraba más rápido. Al enterarse de esto, Diana se siente muy lastimada porque se repitió la misma historia que le sucedió con Román (amor del pasado). Cuando están en el aeropuerto cada una se encuentra con su amor. Federico trata de convencer a Diana de que se quede, que todo esto es una confusión. Pero por otro lado Francisco le dice a Andrea que era una trampa de su hermana Paula para separarlos, pero ninguna de las dos hace caso y deciden montarse en el avión e irse. Cuando Andrea está en el avión sale Francisco a la pista a detener el avión pero no lo logra y se va su verdadero amor...

## Elenco
Protagonistas:
Sasha - Andrea Hernández (Líder de las Estrellas. Hija de Luz y Fernando. Es muy loca y enamorada y exnovia de Francisco)
Tomás Baptista - Francisco Miloja (profesor de Música y Educ. Física, empatado con Paula, pero ama profundamente a a Andrea.)
Dayana Solorzano - Diana Hernández (hermana menor de Andrea y Paula. Muy roquera y a la vez muy sensible, ama en secreto a Federico Miloja)
Jesús Capezzuti - Federico Miloja (es muy loco y muy enamoradizo, pero el destino hará que se enamore profundamente de Diana)
Eliana Vásquez - Paula Hernández (es muy deportiva. Es la líder de las princesas, y es la enemiga n.º 1 de su hermana Andrea)
Leonardo - Rodrigo Miloja (es muy loco, chistoso, pero el destino hará que se dé cuenta que ha cometido muchos errores)
Las Estrellas:
Miliacnys-Margarita
Aineg-Josefina
Miguelis-Michi
Claudia M-Rosi
Las Princesas:
María José A.-Paola
Carme-la chiqui
Fabiola Carrillo-Caridad

## CD:1 En busca de un sueño-todo puede cambiar
En busca de un sueño-Todo puede Cambiar. Salió a la venta el 7 de diciembre de 2009. En el CD están los siguientes temas:
- "Todo Puede Cambiar" Francisco (Tomás Baptista) Tema principal de En Busca de un Sueño" 1.ª Temporada

- "Este dolor no mio" Francisco (Tomás Baptista), Federico (Jesús C.), Rodrigo (Leo)

- "Arriba latinas" Andrea (Sasha), Diana (Dayana S.), Paula (Eliana V.)

- "Soy Divina" Paula (Eliana V.)

- "Te Extraño" Andrea (Sasha) y Francisco (Tomás B.)

- "Te Quiero Tanto" Andrea (Sasha)

- "Chica Difícil" Diana (Dayana S.)

- "Solo Sueños" Klasicos

- "Este Dolor No es mio (Balada)" Francisco (Tomás B.)

- "Peek a boo" Estrella y Princesas

- "Desde que te vi" Federico (Jesús C.)

- "Ya te conseguí" Klasicos

- "Hots pop" Estrellas

- "Todo puede cambiar" (video)

## CD:2En busca de un sueño-Fans Edition
Este fue lanzado el 14 de diciembre de 2009 con 5 temas nuevos:
1. "Todo Puede Cambiar" Francisco (Tomás Baptista)

1. "Este dolor no mio" Francisco (Tomás Baptista), Federico (Jesús C.), Rodrigo (Leo)

1. "Arriba latinas" Andrea (Sasha), Diana (Dayana S.), Paula (Eliana V.)

1. "Soy Divina" Paula (Eliana V.)

1. "Te Extraño" Andrea (Sasha) y Francisco (Tomás B.)

1. "Te Quiero Tanto" Andrea (Sasha)

1. "Chica Difícil" Diana (Dayana S.)

1. "Solo Sueños" Klasicos

1. "Este Dolor No es mio (Balada)" Francisco (Tomás B.)

1. "Tengo tu amor" Andrea (Sasha)

1. "Y Te Extraño" Klasicos

1. "Shalalandia" Paula y princesas

1. "Welcome" Básicos

1. "Este dolor no es mio" (Vers. Cumbia)

## Cd:3En busca de un sueñoel Show
Este fue lanzado el 21 de diciembre
1. "Todo Puede Cambiar" Francisco (Tomás Baptista)

1. "Este dolor no mio" Francisco (Tomás Baptista), Federico (Jesús C.), Rodrigo (Leo)

1. "Arriba latinas" Andrea (Sasha), Diana (Dayana S.), Paula (Eliana V.)

1. "Soy Divina" Paula (Eliana V.)

1. "Te Extraño" Andrea (Sasha)y Francisco (Tomás B.)

1. "Te Quiero Tanto" Andrea (Sasha)

1. "Chica Difícil" Diana (Dayana S.)

1. "Solo Sueños" Klasicos

1. "Este Dolor No es mio (Balada)" Francisco (Tomás B.)

1. "Peek a boo" Estrella y Princesas

1. "Desde que te vi" Federico (Jesús C.)

1. "Ya Te conseguí" Klasicos

1. "Hots pop" Estrellas

1. "Tengo tu amor" Andrea (Sasha)

1. "Y Te Extraño" Klasicos

1. "Shalalandia" Paula y princesas

1. "Welcome" Básicos

1. "Este dolor no es mio" (Vers. Cumbia)

## Cd:4In search of a dream,Everything can change(CD En Inglés)
Este fue lanzado el 21 de diciembre de 2009 en Estados Unidos y estuvo a la venta en Latinoamérica el 4 de enero de 2010. Este CD incluye los siguientes temas cantados en inglés por los mismos protagonistas de EN BUSCA DE UN SUEÑO.
1. "Everything Can Change" Francisco (Tomas Baptista)

1. "The pain is not mine" Francisco (Tomas Baptista), Federico (Andrew C.), Rodrigo (Leo)

1. "Top Latina" Andrea (Sasha), target (Dayana S.), Paula (Eliana v.)

1. "I am Divine" Paula (Eliana V.)

1. "Te Extraño" Andrea (Sasha) and Francisco (Thomas B.)

1. "Te Quiero Tanto" Andrea (Sasha)

1. "Chica Difícil" Diana (Dayana S.)

1. "Only Dreams" Klasic

1. "This pain is not mine (Balada)" Francisco (Tomas B.)

1. "Peek a boo" Star and Princesses

1. "Desde que te vi" Federico (Andrew C.)

1. "I got you" Klasic

1. "Hots pop stars

1. "Everything can change" (video)

## Cd:5En busca de un sueño,Todo el mundo a bailar(CD de la 2.ª temporada)
Este CD está preparando para ser lanzado el 15 de marzo de 2010. De este CD hasta ahora se han dado a conocer dos temas, que son:
1. Todo el mundo a bailar
2. Si tu supieras

El productor de en busca de un sueño dice que el día 25 de enero, que es cuando se estrena la serie, se darán a conocer otros temas nuevos.

## En Busca de un sueño 2-no se realizará
No habrá segunda temporada porque Ventu producciones ya no trabajará con Daya tv, pues está en la producción de su nueva serie musical, La fuerza del destino. Pero se repitirán todos los capítulos de la 1.ª temporada y se cambiará el final, donde estarán integradas las canciones del CD EN BUSCA DE UN SUEÑO-QUE NOS VOLVAMOS A VER(Nuevo CD)

## Elenco
Protagonistas:
Sasha - Andrea Hernández
Tomás Baptista - Francisco Miloja
Dayana Solorzano - Diana Hernández
Jesús Capezzuti - Federico Miloja
Eliana Vásquez - Paula Hernández
Leonardo - Rodrigo Miloja
Yasmarbi Rengifo - Carolina Monteros
Eduardo Molinos - Andrés Monteros
Miguel "migue" - Carlos Miloja